# 30 stycznia
30 stycznia jest 30. dniem w kalendarzu gregoriańskim. Do końca roku pozostało 335 (w latach przestępnych 336) dni.

## Święta
- Imieniny obchodzą: Adalgunda, Adelajda, Aldegunda, Aleksander, Batylda, Bronisław, Cyntia, Dobiegniew, Dobrogniewa, Feliks, Gerard, Gerarda, Hiacynta, Maciej, Marcin, Martyna, Piotr, Sebastian i Teofil.
- Indie – Światowy Dzień Trędowatych, obchodzony w rocznicę śmierci Mahatmy Gandhiego (w pozostałych krajach obchodzony w ostatnią niedzielę stycznia)
- Wspomnienia i święta w Kościele katolickim[1][2] obchodzą:
  - św. Adelgunda (ksieni)
  - św. Batylda (żona Chlodwiga II)
  - bł. Bronisław Markiewicz (prezbiter)
  - św. Hiacynta Mariscotti (zakonnica)
  - bł. Kolumba Marmion (benedyktyn)
  - św. Martyna (Marcina) (patronka Rzymu)
  - św. Mucjusz María Wiaux (brat zakonny)
  - bł. Zygmunt Pisarski (męczennik)

## Wydarzenia w Polsce
- 1456 – Wojna trzynastoletnia: zwycięstwo zaciężnego wojska krzyżackiego nad uzbrojonymi polskimi chłopami w bitwie pod Rynem.
- 1644 – W bitwie pod Ochmatowem wojska polskie pod wodzą hetmana Stanisława Koniecpolskiego i księcia Jeremiego Wiśniowieckiego pokonały Tatarów pod wodzą Tuhaj-beja.
- 1674 – Po wykupieniu od spadkobierców Drukarnia Piotrkowczyka została przekazana aktem darowizny przez prof. Łukasza Piotrkowskiego Akademii Krakowskiej, stając się zaczątkiem Drukarni Akademii Krakowskiej.
- 1771 – Konfederaci barscy zakończyli nieudane oblężenie bronionego przez Rosjan Poznania.
- 1831 – Sejm wybrał Adama Jerzego Czartoryskiego na prezesa Rządu Narodowego.
- 1868 – Spadł meteoryt Pułtusk.
- 1917 – Została utworzona Komisja Wojskowa, która była nieregulaminowym organem Tymczasowej Rady Stanu, a od 1 lutego 1918 roku organem administracji wojskowej, działającym przy Prezydencie Ministrów Królestwa Polskiego.
- 1920:
  - Niemieccy bojówkarze zamordowali na Górnym Śląsku polskiego działacza niepodległościowego Piotra Niedurnego.
  - Tczew wrócił po okresie zaboru pruskiego do Polski.
- 1927 – Lew Oborin z ZSRR zwyciężył w I Międzynarodowym Konkursie Pianistycznym im. Fryderyka Chopina.
- 1945:
  - Armia Czerwona zajęła miasta: Gorzów Wielkopolski, Krajenka, Kwidzyn, Międzyrzecz i Złotów.
  - W rejonie Ławicy Słupskiej na Bałtyku, w dniu 50. urodzin swego patrona, został zatopiony przez radziecki okręt podwodny S-13 niemiecki statek „Wilhelm Gustloff”. Zginęło 6600 osób, najwięcej w historii katastrof morskich.
- 1968 – Studenci przeprowadzili demonstrację pod pomnikiem Adama Mickiewicza w Warszawie przeciwko zdjęciu przez cenzurę spektaklu Dziady w reżyserii Kazimierza Dejmka.
- 1984 – Premiera filmu muzycznego Akademia pana Kleksa w reżyserii Krzysztofa Gradowskiego.
- 1990:
  - Rozpoczął się zjazd założycielski Socjaldemokracji Rzeczypospolitej Polskiej.
  - Stanisław Wyganowski został prezydentem Warszawy.
  - Założono Muzeum Niepodległości w Warszawie.
- 1991 – W Teatrze Dramatycznym w Warszawie odbyła się prapremiera musicalu Metro w reżyserii Janusza Józefowicza.
- 1997 – Premiera komedii filmowej Dzieci i ryby w reżyserii Jacka Bromskiego.
- 1998 – Podniesiono banderę na statku naukowo-badawczym Wyższej Szkoły Morskiej w Szczecinie MS „Nawigator XXI”.
- 2022 – Odbył się 30. Finał Wielkiej Orkiestry Świątecznej Pomocy.

## Wydarzenia na świecie

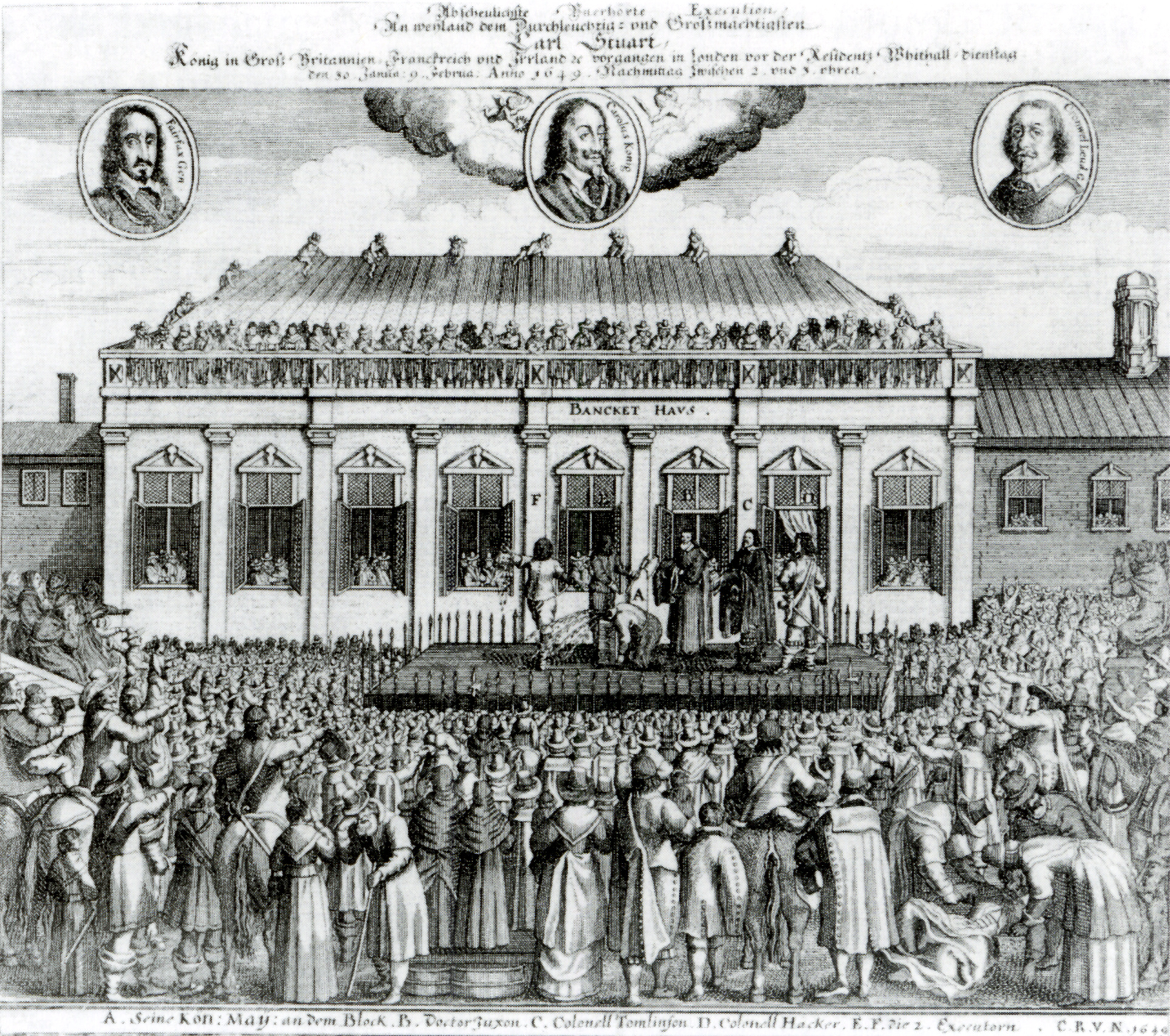
Ścięcie króla Karola I Stuarta (1649)

- 9 p.n.e. – Na Polach Marsowych w Rzymie poświęcono Ołtarz Pokoju.
- 1018 – W Budziszynie podpisano traktat pokojowy kończący serię wojen polsko-niemieckich. Polska uzyskała Milsko i Łużyce.
- 1151 – Przyszły król Kastylii Sancho III Upragniony ożenił się z księżniczką Blanką Nawarską.
- 1349 – Hrabia Günter ze Schwarzenburga został wybrany przez stronnictwo Wittelsbachów na antykróla króla Niemiec Karola IV Luksemburskiego.
- 1384 – Litewska wojna domowa: w traktacie z Królewca Witold Kiejstutowicz przyrzekł zostanie wasalem zakonu krzyżackiego i scedowanie na jego rzecz części Żmudzi aż do rzeki Niewiaża, wliczając Kowno, w zamian za ich pomoc w walce z Jagiełłą.
- 1387 – Wilno otrzymało prawa magdeburskie.
- 1517 – Po zwycięstwie w bitwie pod Ar-Rajdanijją Turcy osmańscy zajęli Kair.
- 1592 – Kardynał Ippolito Aldobrandini został wybrany na papieża i przybrał imię Klemens VIII.
- 1606:
  - Hiszpański dwór królewski został z powrotem przeniesiony z Valladolid do Madrytu.
  - W Londynie dokonano egzekucji 4 skazanych za udział w spisku prochowym. Pozostałych 4 stracono następnego dnia.
- 1607 – Na Kanale Bristolskim, między Walią a Półwyspem Kornwalijskim, doszło do powstania gigantycznych fal nieznanego pochodzenia, które następnie z ogromną siłą uderzyły w wybrzeże, zmiatając kilkaset domów i zabijając około 2 tys. osób.
- 1648 – Hiszpania uznała niepodległość Republiki Zjednoczonych Prowincji (dzisiejszej Holandii).
- 1649 – W Londynie ścięto „tyrana, zdrajcę i wroga ludu”, króla Anglii i Szkocji Karola I Stuarta.
- 1661 – Po restauracji Stuartów, w rocznicę stracenia króla Karola I, wywleczono z grobu ciało zmarłego w 1658 roku lorda protektora Olivera Cromwella i publicznie je powieszono, pozbawiono czci, a następnie zakopano w nieznanym miejscu.
- 1698 – Brytyjski pirat William Kidd zdobył swój największy łup – ormiański 400-tonowy statek „Quedagh” z ładunkiem złota, srebra i drogich tkanin.
- 1703 – 47 bezpańskich samurajów (rōninów) dokonało wendety na zabójcy swego pana, za co skazano ich na śmierć przez popełnienie seppuku (zemsta rōninów z Akō).
- 1785 – Został schwytany jeden z przywódców powstania chłopskiego w Siedmiogrodzie Marcu Giurgiu Crișan.
- 1820 – Brytyjska wyprawa polarna pod dowództwem Edwarda Bransfielda dotarła do Antarktydy, osiągając północną część jej najdalej północ wysuniętego Półwyspu Antarktycznego. Dwa dni wcześniej członkowie rosyjskiej wyprawy pod wodzą Fabiana Bellingshausena jako pierwsi dostrzegli jej brzeg.
- 1826 – Otwarto most wiszący Menai Suspension Bridge pomiędzy wybrzeżem walijskim a wyspą Anglesey, będący wówczas najdłuższym mostem wiszącym na świecie.
- 1835 – W Waszyngtonie chory psychicznie Richard Lawrence strzelił z dwóch pistoletów do Andrew Jacksona, chybiając celu. Była to pierwsza w historii próba zabicia urzędującego prezydenta USA.
- 1836 – Rozpoczął się proces Korsykanina Giuseppe Fieschiego, sprawcy nieudanego zamachu na życie króla Francji Ludwika Filipa I, w wyniku którego zginęło 19 postronnych osób.
- 1841 – Pożar strawił 300 z 500 budynków w Mayagüez na Portoryko.
- 1847 – Osada Yerba Buena zmieniła nazwę na San Francisco.
- 1862 – Zwodowano amerykański okręt pancerny USS „Monitor” – pierwszy okręt świata z uzbrojeniem umieszczonym w obrotowej wieży artyleryjskiej.
- 1877 – W Niemczech uchwalono ustawę regulującą postępowanie sądowe w procesie cywilnym.
- 1889 – W zameczku myśliwskim w Mayerling popełnili samobójstwo następca austriackiego tronu arcyksiążę Rudolf i jego kochanka, baronessa Maria Vetsera.
- 1895 – Niemiecki statek pasażerski „Elbe” zatonął na Morzu Północnym po zderzeniu z brytyjskim parowcem „Crathie”. Zginęło ponad 300 osób, uratowano 20.
- 1902:
  - W Londynie zawarto porozumienie brytyjsko-japońskie o podziale stref wpływów we wschodniej Azji, szczególnie dotyczący wpływów w Chinach i Korei.
  - W trakcie brytyjskiej ekspedycji „Discovery” pod dowództwem Roberta Falcona Scotta został odkryty Półwysep Edwarda VII na Antarktydzie Zachodniej.
- 1911:
  - 18,5 km od wybrzeży Kuby niszczyciel USS „Terry” przeprowadził pierwszą udaną akcję ratunkową pilota samolotu rozbitego na morzu.
  - W Falcon w Karolinie Północnej założono Zielonoświątkowy Kościół Świętości.
  - W wyniku wybuchu wulkanu Taal na filipińskiej wyspie Luzon zginęło co najmniej 1335 osób, a 199 zostało rannych.
  - Założono cypryjski klub piłkarski Anorthosis Famagusta.
- 1912 – Powstała Socjaldemokratyczna Partia Robotnicza Rosji (bolszewików).
- 1913 – Brytyjska Izba Lordów odrzuciła projekt ustawy pozwalającej Irlandii na ustanowienie własnego rządu.
- 1914 – W Wiedniu odbyła się premiera operetki Nareszcie sami z muzyką Ferenca Lehára.
- 1922:
  - W Hadze zainaugurował działalność Stały Trybunał Sprawiedliwości Międzynarodowej.
  - W Mińsku założono Instytut Kultury Białoruskiej, przekształcony w Narodową Akademię Nauk Białorusi (od 1928).
- 1930 – Z Pawłowska pod Leningradem wystrzelono drugą na świecie radiosondę meteorologiczną.
- 1931 – Premiera filmu niemego Światła wielkiego miasta w reżyserii Charlesa Chaplina.
- 1932 – W Londynie ukazała się powieść Nowy wspaniały świat Aldousa Huxleya.
- 1933 – Adolf Hitler został mianowany kanclerzem Niemiec przez prezydenta Paula von Hindenburga.
- 1934 – Reichstag uchwalił ustawę o odbudowie Rzeszy Niemieckiej.
- 1937:
  - Adolf Hitler ogłosił wycofanie podpisu Niemiec pod Traktatem wersalskim.
  - W Moskwie zakończył się proces 17 czołowych komunistów oskarżonych o spiskowanie z Lwem Trockim przeciwko rządowi. 13 z nich zostało skazanych na karę śmierci.
- 1939 – Adolf Hitler stwierdził w przemówieniu w Reichstagu, że w przypadku wybuchu nowej wojny światowej dojdzie do „unicestwienia rasy żydowskiej w Europie”.
- 1940 – Bitwa o Atlantyk: niemiecki okręt podwodny U-55 został zatopiony przez własną załogę w efekcie uszkodzeń odniesionych po atakach slupa HMS "Fowey", niszczycieli: brytyjskiego HMS "Whitshed" i francuskich "Valmy" i "Guépard" oraz łodzi latającej Short Sunderland. Uratowano 41 rozbitków, jedyną ofiarą był dowódca Werner Heidel, który prawdopodobnie postanowił utonąć wraz z okrętem.
- 1941 – II wojna chińsko-japońska: rozpoczęła się bitwa o południowy Henan.
- 1942 – Wojna na Pacyfiku: należąca do australijskich linii Qantas łódź latająca Short Empire została zestrzelona u wybrzeży Timoru przez japońskie myśliwce Mitsubishi A6M, w wyniku czego zginęło 13 spośród 18 osób na pokładzie.
- 1943:
  - Aerofłot zainaugurował loty z Krasnojarska na Syberii do USA.
  - Dzień przed kapitulacją pod Stalingradem, dowódca oblężonej niemieckiej 6. Armii gen. Friedrich Paulus został mianowany przez Adolfa Hitlera feldmarszałkiem.
  - Front wschodni: częściowym odblokowaniem oblężonego przez Niemców Leningradu zakończyła się radziecka operacja „Iskra” (12-30 stycznia).
  - Karl Dönitz został naczelnym dowódcą Kriegsmarine.
- 1944 – Wojna o Pacyfik: wojska amerykańskie wyzwoliły Majuro, stolicę Wysp Marshalla.
- 1946 – Proklamowano Republikę Węgierską.
- 1948:
  - Rozpoczęły się V Zimowe Igrzyska Olimpijskie w szwajcarskim Sankt Moritz.
  - W Delhi indyjski nacjonalista Nathuram Godse zastrzelił Mahatmę Gandhiego, którego obwiniał o doprowadzenie do odłączenia się Pakistanu od Indii.
  - W rejonie Trójkąta Bermudzkiego zaginął samolot Avro Tudor IV z 31 osobami na pokładzie, lecący z Londynu do Hawany.
- 1959 – 40 członków załogi i 55 pasażerów zginęło w wyniku zatonięcia po zderzeniu z górą lodową duńskiego statku „Hans Hedtoft”, płynącego z Grenlandii do Kopenhagi.
- 1961 – Premiera 1. odcinka serialu animowanego Miś Yogi.
- 1964:
  - Prezydent Wietnamu Południowego gen. Dương Văn Minh został obalony przez gen. Nguyễn Khánha, który zajął jego miejsce.
  - Wystrzelono amerykańską sondę księżycową Ranger 6.
- 1965 – Odbyły się uroczystości pogrzebowe Winstona Churchilla.
- 1967 – Papież Paweł VI przyjął przewodniczącego prezydium Rady Najwyższej ZSRR Nikołaja Podgornego.
- 1968:
  - Japonia wyrzekła się posiadania, produkcji i wprowadzania na obszar kraju broni atomowej.
  - Wojna wietnamska: rozpoczęła się ofensywa Tết – atak armii Wietnamu Północnego i Vietcongu na Wietnam Południowy.
- 1969 – Na dachu budynku Apple Records w Londynie odbył się ostatni występ grupy The Beatles.
- 1970 – 4 osoby zginęły, a około 200 zostało rannych podczas próby zajęcia przez demonstrantów pałacu prezydenckiego w Manili na Filipinach.
- 1972:
  - Pakistan wystąpił ze Wspólnoty Narodów w związku z zamiarem uznania Bangladeszu przez rząd brytyjski.
  - W Derry w Irlandii Północnej brytyjscy żołnierze zastrzelili 14 uczestników pokojowego marszu (tzw. „krwawa niedziela”).
- 1974 – 97 osób zginęło w katastrofie amerykańskiego Boeinga 707 na Samoa Amerykańskim.
- 1975 – 42 osoby zginęły w katastrofie tureckiego samolotu Fokker F28 w Stambule.
- 1976 – George H.W. Bush został dyrektorem CIA.
- 1978 – Rozstrzelano trzech ormiańskich terrorystów, którzy 8 stycznia 1977 roku dokonali w Moskwie zamachów bombowych na metro i 2 sklepy, w wyniku czego zginęło 7 osób, a 37 zostało rannych.
- 1979 – 85 procent białych mieszkańców Rodezji (obecnie Zimbabwe) poparło w referendum konstytucję zmierzającą do ustanowienia w kraju rządów czarnej większości.
- 1982 – Dzień Solidarności z Polską.
- 1989 – Amerykanie ewakuowali swoją ambasadę w Kabulu w związku z wycofaniem z Afganistanu wojsk radzieckich i groźbą wojny domowej.
- 1991 – Premiera thrillera Milczenie owiec w reżyserii Jonathana Demme’a.
- 1992 – 10 byłych republik radzieckich zostało przyjętych do KBWE.
- 1993 – W katastrofie pociągu osobowego na trasie Mombasa-Nairobi w Kenii zginęło 140 osób.
- 1995 – 42 osoby zginęły, ponad 400 zostało rannych w wybuchu samochodu-pułapki w Algierze.
- 1996 – Została odkryta Kometa Hyakutake.
- 1999 – Powstała Litewska Partia Narodowo-Demokratyczna, której przewodniczącym został Rimantas Smetona.
- 2000:
  - Doszło do przerwania grobli na stawie z rudą w kopalni złota w rumuńskim Baia Mare, co doprowadziło do katastrofy ekologicznej na rzekach Cisa i Samosz.
  - Kenijski Airbus A310, odbywający lot z Abidżanu (Wybrzeże Kości Słoniowej) do Nairobi (Kenia) z międzylądowaniem w Lagos (Nigeria), runął do morza krótko po starcie, w wyniku czego zginęło 169 osób, a 10 zostało rannych.
- 2003:
  - Szefowie dyplomacji Czech, Danii, Hiszpanii, Polski, Portugalii, Węgier, Wielkiej Brytanii i Włoch wystosowali list popierający dążenia USA do rozbrojenia Iraku.
  - W Belgii zalegalizowano małżeństwa par homoseksualnych.
- 2004 – Założono Wikipedię ukraińskojęzyczną.
- 2005:
  - 10 brytyjskich żołnierzy zginęło w Iraku po zestrzeleniu samolotu transportowego Lockheed C-130 Hercules
  - Po raz pierwszy po obaleniu reżimu Saddama Husajna w Iraku odbyły się wybory parlamentarne.
- 2007:
  - Pierwszy kontyngent sił pokojowych ONZ złożony wyłącznie z kobiet (103 obywatelek Indii) przybył do Liberii.
  - Premiera nowego systemu operacyjnego Microsoft Windows Vista.
- 2009:
  - 6 Polaków zginęło w katastrofie samolotu Piper PA-34 Seneca w Kenova w amerykańskim stanie Wirginia Zachodnia.
  - Premier Gruzji Grigol Mgalobliszwili ogłosił rezygnację z zajmowanego stanowiska ze względów zdrowotnych.
  - Szarif Szajh Ahmed został wybrany przez obradujący w Dżibuti parlament na urząd prezydenta Somalii.
- 2010:
  - 17 osób zginęło, 47 zostało rannych w zamachu samobójczym w Bajaur (Pakistan).
  - Otwarto halę sportową Mińsk Arena.
- 2011 – Samospalenie 4 mężczyzn w Tangerze zapoczątkowało serię protestów społecznych w Maroku.
- 2013 – W nocy z 29 na 30 stycznia izraelskie lotnictwo przeprowadziło naloty na dwa cele w ogarniętej wojną domową Syrii. Na pograniczu syryjsko-libańskim zniszczono konwój transportujący prawdopodobnie rakiety przeciwlotnicze dla bojowników Hezbollahu, a pod Damaszkiem wojskowy ośrodek badawczy.
- 2014 – 53 terrorystów (w tym troje dzieci-żołnierzy) z organizacji Islamscy Bojownicy o Wolność Bangsamoro zginęło w bitwie z filipińskimi siłami rządowymi na wyspie Mindanao.
- 2017:
  - Flamandzki antropomorficzny android „płci żeńskiej” Fran Pepper otrzymał obywatelstwo Belgii (jako pierwszy robot w tym państwie i prawdopodobnie pierwszy robot na świecie).
  - Maroko zostało 55. członkiem Unii Afrykańskiej, 33 lata po wystąpieniu z ówczesnej Organizacji Jedności Afrykańskiej z powodu uznania przez tę organizację Sahary Zachodniej.
- 2023 – 85 osób zginęło, a 217 zostało rannych w samobójczym zamachu bombowym na meczet w pakistańskim Peszawarze.

## Urodzili się
- 58 p.n.e. – Liwia Druzylla, cesarzowa rzymska (zm. 29)
- 133 – Didiusz Julianus, senator i cesarz rzymski (zm. 193)
- 1491 – Francesco Maria Sforza, mediolański następca tronu (zm. 1512)
- 1582 – Jerzy II, książę darłowski i bukowski (zm. 1617)
- 1614:
  - Nicolas Saboly, francuski duchowny katolicki, poeta, kompozytor, organista (zm. 1675)
  - Jerzy Strakowski, polski architekt (zm. 1675)
- 1621 – Jerzy II Rakoczy, książę Siedmiogrodu (zm. 1660)
- 1661 – Charles Rollin, francuski historyk, pedagog (zm. 1741)
- 1689 – Peter von Wast, saski i polski tajny radca wojskowy, kapitan, dyplomata (zm. 1754)
- 1697 – Johann Joachim Quantz, niemiecki kompozytor, flecista, budowniczy instrumentów muzycznych, teoretyk muzyki (zm. 1773)
- 1699 – Franciszka Józefa, infantka portugalska (zm. 1736)
- 1716:
  - Carl Fredrik Adelcrantz, szwedzki architekt (zm. 1796)
  - Jean-François Rameau, francuski kompozytor, organista (zm. 1777)
- 1720 – Charles De Geer, szwedzki entomolog pochodzenia holenderskiego (zm. 1778)
- 1721 – Bernardo Bellotto, włoski malarz działający w Polsce (zm. 1780)
- 1727 – József Batthyány, węgierski duchowny katolicki, arcybiskup Ostrzyhomia i prymas Węgier, kardynał (zm. 1799)
- 1736 – James Watt, szkocki inżynier, wynalazca (zm. 1819)
- 1745 – Ernest II, książę Saksonii-Gotha-Altenburg (zm. 1804)
- 1748 – Fryderyk, landgraf Hesji-Homburg (zm. 1820)
- 1760 – František Xaver Partsch, czeski kompozytor (zm. 1823)
- 1765 – (lub 1767) Bazyli Kukolnik, rusiński prawnik, pedagog, publicysta, pisarz rolniczy (zm. 1821)
- 1767 – Ulrich Jasper Seetzen, niemiecki podróżnik, odkrywca (zm. 1811)
- 1771 – George Bass, brytyjski lekarz, podróżnik (zm. 1803)
- 1775 – Walter Savage Landor, brytyjski pisarz (zm. 1864)
- 1781 – Adelbert von Chamisso, niemiecki poeta, przyrodnik, podróżnik (zm. 1838)
- 1782:
  - Pierre-Nolasque Bergeret, francuski malarz, grafik, projektant, pionier litografii (zm. 1863)
  - Wincenty Krasiński, polski ziemianin, hrabia, generał, p.o. namiestnika Królestwa Polskiego (zm. 1858)
- 1783 – Richard Smith, brytyjski inżynier górnictwa, przemysłowiec, polityk (zm. 1868)
- 1785:
  - Charles Metcalfe, brytyjski administrator kolonialny (zm. 1846)
  - Henry Pelham-Clinton, brytyjski arystokrata, polityk (zm. 1851)
- 1787 – Giovanni Santini, włoski astronom, matematyk (zm. 1877)
- 1788 – John Lee, amerykański polityk (zm. 1871)
- 1793:
  - Jacques Collin de Plancy, francuski pisarz, okultysta (zm. 1881)
  - Konstanty Słotwiński, polski prawnik, wydawca (zm. 1846)
- 1794 – Cornelius Roosevelt, amerykański przedsiębiorca (zm. 1871)
- 1809 – Guido Samson von Himmelstjerna, niemiecki lekarz wojskowy, rzeczywisty radca stanu, wykładowca akademicki (zm. 1868)
- 1813 – Samuel Prideaux Tregelles, brytyjski biblista, teolog (zm. 1875)
- 1814 – Ferdinand Schichau, niemiecki przedsiębiorca, konstruktor maszyn parowych i okrętów (zm. 1896)
- 1816 – Nathaniel Prentice Banks, amerykański generał, polityk (zm. 1894)
- 1818:
  - Franz de Paula Albert Eder, austriacki duchowny katolicki, arcybiskup metropolita Salzburga (zm. 1890)
  - Artúr Görgey, węgierski generał (zm. 1916)
- 1823 – Ignazio Persico, włoski kardynał (zm. 1895)
- 1827 – Józef Bergson, polski kupiec pochodzenia żydowskiego (zm. 1898)
- 1828 – Rainilaiarivony, malgaski dowódca wojskowy, polityk (zm. 1896)
- 1832:
  - Wincenty Ignacy Bobrowski, polski komediopisarz, bankowiec, mecenas sztuki (zm. 1899)
  - Ludwika Ferdynanda Burbon, infantka hiszpańska, księżna Montpensier (zm. 1897)
  - Aleksander Silbernik, polsko-litewski kupiec, esperantysta pochodzenia żydowskiego (zm. 1906)
- 1833:
  - Mieczysław Epstein, polski przedsiębiorca, działacz społeczny, dyplomata pochodzenia żydowskiego (zm. 1914)
  - Zygmunt Wielopolski, polski polityk, prezydent Warszawy (zm. 1902)
- 1834:
  - Roman von Anrep-Elmpt, rosyjski podróżnik pochodzenia niemieckiego (zm. 1888)
  - Wołodymyr Antonowycz, ukraiński historyk, archeolog, etnograf, działacz społeczny pochodzenia polskiego (zm. 1908)
- 1836 – Ignacy Bernstein, polski zbieracz przysłów, bibliotekarz pochodzenia żydowskiego (zm. 1909)
- 1837 – Augusta Webster, brytyjska poetka, eseistka, tłumaczka, feministka (zm. 1894)
- 1838 – Giovanni Battista Casali del Drago, włoski kardynał (zm. 1908)
- 1839 – John Francis Bentley, brytyjski architekt (zm. 1902)
- 1841:
  - Felix-François Faure, francuski polityk, prezydent Francji (zm. 1899)
  - Sam Loyd, brytyjski szachista, teoretyk szachowy (zm. 1911)
- 1842 – Virgilio Mattoni, hiszpański malarz portrecista (zm. 1923)
- 1846:
  - Aniela od Krzyża, hiszpańska zakonnica, święta (zm. 1932)
  - Francis Herbert Bradley, brytyjski filozof (zm. 1924)
  - Pierre-Jean Broyer, francuski duchowny katolicki, misjonarz, wikariusz apostolski Archipelagu Nawigatorów (zm. 1918)
- 1848 – Ferdinand Mannlicher, austriacki inżynier, konstruktor broni strzeleckiej (zm. 1904)
- 1849 – Josef Anton Schobinger, szwajcarski polityk (zm. 1911)
- 1850 – Aleksander Gierymski, polski malarz (zm. 1901)
- 1855 – Tichon, rosyjski biskup prawosławny, święty nowomęczennik (zm. 1920)
- 1858 – Gaston Calmette, francuski dziennikarz (zm. 1914)
- 1859 – Władysław Massalski, polski botanik, geograf, podróżnik, wykładowca akademicki (zm. 1932)
- 1863 – Joseph Jastrow, amerykański psycholog pochodzenia polsko-żydowskiego (zm. 1944)
- 1868:
  - Aleksandr Samarin, rosyjski polityk (zm. 1932)
  - Fryderyk von Schaumburg-Lippe, niemiecki arystokrata, generał major (zm. 1945)
- 1870 – Wincenty Kaczyński, polski generał brygady (zm. 1932)
- 1874 – Teresa Feodorowna Ries, austriacka rzeźbiarka, malarka pochodzenia rosyjskiego (zm. 1956)
- 1877 – Maria od Ukrzyżowania Curcio, włoska zakonnica, błogosławiona (zm. 1957)
- 1872 – Eduard Bloch, austriacki lekarz pochodzenia żydowskiego (zm. 1945)
- 1875:
  - Jan Brussaard, holenderski strzelec sportowy (zm. 1940)
  - Otto Diem, szwajcarski neurolog, psychiatra (zm. 1950)
  - Borys (Georgiew), bułgarski biskup prawosławny (zm. 1938)
  - Walter Middelberg, holenderski wioślarz (zm. 1944)
  - Ignacy Niedźwiedziński, polski duchowny katolicki, działacz niepodległościowy i gospodarczy, samorządowiec, burmistrz Jarocina (zm. 1941)
- 1878 – Anton Hansen Tammsaare, estoński pisarz (zm. 1940)
- 1882 – Franklin Delano Roosevelt, amerykański polityk, prezydent USA (zm. 1945)
- 1883 – Hildegarda Burjan, austriacka działaczka społeczna, błogosławiona (zm. 1933)
- 1886 – Włodzimierz Laskowski, polski duchowny katolicki, męczennik, błogosławiony (zm. 1940)
- 1890:
  - Janina Górzyńska-Bierut, polska pierwsza dama (zm. 1985)
  - Bronisław Hager, polski lekarz, działacz niepodległościowy i społeczny, polityk (zm. 1969)
  - Stewart Menzies, brytyjski generał, dyrektor Tajnej Służby Wywiadowczej (zm. 1968)
- 1894:
  - Borys III, car Bułgarii (zm. 1943)
  - René Dorme, francuski pilot wojskowy, as myśliwski (zm. 1917)
- 1895:
  - Wilhelm Gustloff, niemiecki działacz nazistowski (zm. 1936)
  - Kiriłł Orłowski, radziecki funkcjonariusz NKWD, dowódca partyzancki (zm. 1968)
- 1896 – Karl Gustaf Torsten Sjögren, szwedzki psychiatra, genetyk (zm. 1974)
- 1898 – Alfred Schläppi, szwajcarski bobsleista (zm. 1981)
- 1899 – Max Theiler, południowoafrykański bakteriolog, laureat Nagrody Nobla (zm. 1972)
- 1900 – Izaak Dunajewski, rosyjski kompozytor, dyrygent pochodzenia żydowskiego (zm. 1955)
- 1901:
  - Tadeusz Bielecki, polski polityk, publicysta (zm. 1982)
  - Rudolf Caracciola, niemiecki kierowca wyścigowy pochodzenia włoskiego (zm. 1959)
  - Hans Erich Nossack, niemiecki pisarz (zm. 1977)
- 1902:
  - Gianbattista Guidotti, włoski kierowca wyścigowy (zm. 1994)
  - Maria Manteufflowa, polska malarka (zm. 1957)
  - Nikolaus Pevsner, niemiecko-brytyjski historyk sztuki pochodzenia żydowskiego (zm. 1983)
- 1903:
  - Złatan Dudow, bułgarski reżyser i scenarzysta filmowy (zm. 1963)
  - G. Evelyn Hutchinson, amerykański przyrodnik pochodzenia brytyjskiego (zm. 1991)
  - Herbert Rosinski, amerykański historyk wojskowości pochodzenia niemieckiego (zm. 1962)
  - Jens August Schade, duński poeta, prozaik (zm. 1978)
- 1905:
  - Jerzy Koszutski, polski kolarz torowy, muzyk, kompozytor (zm. 1960)
  - Józef Pogan, polski poeta, prozaik (zm. 1988)
- 1906 – Jerzy Szablowski, polski historyk sztuki, muzeolog (zm. 1989)
- 1907:
  - Jan Kurczab, polski prozaik, dramaturg, reżyser, publicysta pochodzenia żydowskiego (zm. 1969)
  - Jun Takami, japoński prozaik, poeta (zm. 1965)
- 1908:
  - Mieczysław Jonikas, polski pilot wojskowy, sportowy i cywilny (zm. 1980)
  - Karol Klein, polski pianista, pedagog (zm. 1983)
  - Antonín Veverka, czeski taternik, alpinista, działacz turystyczny (zm. 1959)
- 1909:
  - Lars Bergendahl, norweski biegacz narciarski (zm. 1997)
  - Henryk Magnuski, polski inżynier, wynalazca (zm. 1978)
- 1910 – Antonina Lubecka, polska nauczycielka, polityk, poseł na Sejm PRL (zm. 1987)
- 1911:
  - René Duverger, francuski sztangista (zm. 1983)
  - Roy Eldridge, amerykański muzyk jazzowy (zm. 1989)
  - Paris Pişmiş, ormiańska astronom (zm. 1999)
- 1912:
  - Herivelto Martins, brazylijski kompozytor, piosenkarz, muzyk (zm. 1992)
  - Barbara Tuchman, amerykańska historyk, pisarka pochodzenia żydowskiego (zm. 1989)
  - Jadwiga Wajsówna, polska wszechstronna lekkoatletka (zm. 1990)
- 1913:
  - Konstanty Haliszka, polski piłkarz (zm. 1964)
  - Amrita Sher-Gil, węgiersko-indyjska malarka (zm. 1941)
  - Irena Siła-Nowicka, polska działaczka społeczna, superstulatka (zm. 2023)
  - Eugeniusz Weron, polski duchowny katolicki, pallotyn (zm. 2009)
  - Reuven Zygielbaum, polski aktor, pisarz, działacz kulturalny pochodzenia żydowskiego (zm. 2005)
- 1914:
  - Valter Ani, estoński polityk komunistyczny (zm. 1990)
  - Vittorio Cottafavi, włoski reżyser i scenarzysta filmowy (zm. 1998)
  - Felicitas Goodman, węgierska antropolog kultury, religioznawczyni, językoznawczyni pochodzenia niemieckiego (zm. 2005)
  - John Ireland, kanadyjski aktor (zm. 1992)
  - Henri Isemborghs, belgijski piłkarz (zm. 1973)
- 1915 – John Profumo, brytyjski polityk (zm. 2006)
- 1916:
  - Nikołaj Riebrik, radziecki polityk (zm. 1998)
  - Hans-Joachim Sewering, niemiecki lekarz, zbrodniarz nazistowski (zm. 2010)
- 1917:
  - Paul Frère, belgijski kierowca wyścigowy (zm. 2008)
  - Jan Verroken, belgijski samorządowiec, polityk, burmistrz Oudenaarde, eurodeputowany (zm. 2020)
  - Zbigniew Wacławek, polski architekt (zm. 1987)
- 1918:
  - André Bjerke, norweski poeta, prozaik, tłumacz (zm. 1985)
  - Josef Humpál, czeski piłkarz, trener (zm. 1984)
  - Leopold Lahola, słowacki nowelista, dramaturg, poeta, tłumacz, scenarzysta i reżyser filmowy pochodzenia żydowskiego (zm. 1968)
  - Marian Żelazek, polski werbista, misjonarz (zm. 2006)
- 1919:
  - Ingemund Bengtsson, szwedzki polityk (zm. 2000)
  - Ernst Gutting, niemiecki duchowny katolicki, biskup pomocniczy Spiry (zm. 2013)
- 1920:
  - Michael Anderson, brytyjski reżyser filmowy (zm. 2018)
  - Delbert Mann, amerykański reżyser filmowy i telewizyjny (zm. 2007)
- 1921:
  - Iwan Szamiakin, białoruski pisarz, polityk (zm. 2004)
  - Telmo Zarra, hiszpański piłkarz (zm. 2006)
- 1922:
  - Dick Martin, amerykański aktor (zm. 2008)
  - Władysław Okarmus, polski konstruktor lotniczy, szybownik (zm. 1987)
- 1923 – Leonid Gajdaj, rosyjski reżyser filmowy (zm. 1993)
- 1924:
  - Lloyd Alexander, amerykański pisarz fantasy (zm. 2007)
  - Ernie Calverley, amerykański koszykarz (zm. 2003)
  - Leif Pedersen, norweski piłkarz (zm. 1990)
  - Margaret Yorke, brytyjska pisarka (zm. 2012)
- 1925:
  - Fred Catherwood, brytyjski polityk, przemysłowiec, działacz ewangelikalny (zm. 2014)
  - Douglas Engelbart, amerykański naukowiec, informatyk, wynalazca (zm. 2013)
  - Léon Hégelé, francuski duchowny katolicki, biskup pomocniczy Strasbourga (zm. 2014)
  - Dorothy Malone, amerykańska aktorka (zm. 2018)
  - Zbigniew Mikołajczak, polski dziennikarz sportowy (zm. 2008)
  - Leszek Woźniak, polski onkolog, patomorfolog, dermatolog (zm. 2019)
- 1926:
  - Wasilij Archipow, radziecki wiceadmirał (zm. 1998)
  - Tish Daija, albański muzyk, kompozytor (zm. 2004)
- 1927:
  - Aleksander Bronisław Ciechański, polski wiolonczelista (zm. 2012)
  - Olof Palme, szwedzki polityk, premier Szwecji (zm. 1986)
  - Jean-Pierre Pedrazzini, szwajcarsko-francuski fotoreporter (zm. 1956)
- 1928:
  - Mitch Leigh, amerykański kompozytor (zm. 2014)
  - Harold Prince, amerykański reżyser teatralny (zm. 2019)
- 1929:
  - Isamu Akasaki, japoński fizyk, laureat Nagrody Nobla (zm. 2021)
  - Boštjan Hladnik, słoweński reżyser filmowy (zm. 2006)
- 1930:
  - Gene Hackman, amerykański aktor, pisarz (zm. 2025)
  - Egon Klepsch, niemiecki polityk, przewodniczący Parlamentu Europejskiego (zm. 2010)
  - János Zsombolyai, węgierski reżyser filmowy (zm. 2015)
- 1931:
  - Jedidja Be’eri, izraelski prawnik, polityk (zm. 2004)
  - Charlie Neal, amerykański baseballista (zm. 1996)
  - Dimitrios Pagoropulos, grecki prawnik, polityk, eurodeputowany (zm. 2000)
- 1932:
  - Darrow Hooper, amerykański lekkoatleta, kulomiot (zm. 2018)
  - Stanisław Kucharski, polski lekarz, polityk, senator RP (zm. 2019)
  - Krystyna Pisarkowa, polska językoznawczyni, wykładowczyni akademicka (zm. 2010)
- 1933 – Zygmunt Waźbiński, polski historyk sztuki, wykładowca akademicki (zm. 2009)
- 1934:
  - Kazimierz Klimek, polski geograf, geomorfolog (zm. 2019)
  - Giovanni Battista Re, włoski kardynał
- 1935:
  - Richard Brautigan, amerykański prozaik, poeta (zm. 1984)
  - Elsa Martinelli, włoska aktorka, modelka (zm. 2017)
  - Clint Ronald Roberts, amerykański polityk (zm. 2017)
  - Maria Sturm, niemiecka lekkoatletka, wieloboistka (zm. 2019)
  - Jean Tiberi, francuski prawnik, polityk, mer Paryża (zm. 2025)
- 1936:
  - Taisija Czenczik, ukraińska lekkoatletka, skoczkini wzwyż (zm. 2013)
  - Czesław P. Dutka, polski filolog, historyk i teoretyk literatury (zm. 2020)
  - Kōji Sasaki, japoński piłkarz
- 1937:
  - Constant Goosens, belgijski kolarz szosowy
  - Bruce Johnstone, południowoafrykański kierowca wyścigowy (zm. 2022)
  - Vanessa Redgrave, brytyjska aktorka
  - Boris Spasski, rosyjski szachista (zm. 2025)
- 1938:
  - Vilnis Edvīns Bresis, łotewski polityk, premier Łotewskiej SRR (zm. 2017)
  - Irena Bukowska-Floreńska, polska etnolog, antropolog kulturowy
  - Islom Karimov, uzbecki polityk, prezydent Uzbekistanu (zm. 2016)
- 1939:
  - Jovan Miladinović, jugosłowiański piłkarz (zm. 1982)
  - Alberto Suárez Inda, meksykański duchowny katolicki, arcybiskup Morelii, kardynał
  - Frank Rudolph Wolf, amerykański prawnik, polityk
  - Maria Zajączkowska, polska polityk, poseł na Sejm RP
- 1940:
  - Bogdan Augustyniak, polski reżyser teatralny (zm. 2006)
  - František Čermák, czeski językoznawca
  - Miguel Ángel Martínez Martínez, hiszpański polityk
- 1941:
  - Gregory Benford, amerykański astrofizyk, pisarz science fiction
  - Dick Cheney, amerykański polityk, sekretarz obrony i wiceprezydent USA
  - Tineke Lagerberg, holenderska pływaczka
  - Jerzy Stelmachów, polski ginekolog (zm. 2018)
- 1942:
  - Marty Balin, amerykański gitarzysta, wokalista, członek zespołu Jefferson Airplane (zm. 2018)
  - Camillo Gargano, włoski żeglarz sportowy (zm. 1999)
  - Anna Skowrońska-Łuczyńska, polska prawnik, polityk, poseł na Sejm RP
- 1943:
  - Günter Hirsch, niemiecki prawnik, sędzia
  - Davey Johnson, amerykański baseballista
  - John Wingfield, brytyjski kierowca wyścigowy (zm. 1976)
- 1944:
  - Jerzy Góral, polski polityk, minister kultury i sztuki (zm. 2009)
  - Milan Kriššák, słowacki taternik, alpinista, przewodnik tatrzański, ratownik górski (zm. 1979)
  - Lutz Lischka, austriacki judoka (zm. 2024)
  - Jacek Rajchel, polski geolog (zm. 2020)
- 1945:
  - Meir Dagan, izraelski wojskowy, dyrektor Mosadu (zm. 2016)
  - Marek Kulikowski, polski ginekolog, endokrynolog, profesor nauk medycznych (zm. 2024)
  - Stanisław Latałło, polski aktor, operator, scenarzysta i reżyser filmowy (zm. 1974)
  - Michele Russo, włoski duchowny katolicki posługujący w Czadzie, biskup Doba (zm. 2019)
  - Magdalena Tesławska, polska kostiumografka filmowa i teatralna (zm. 2011)
- 1946:
  - Paul Alexander, amerykański prawnik, polityk (zm. 2024)
  - Ottorino Assolari, włoski duchowny katolicki, biskup Serrinha
  - Christophe Pierre, francuski duchowny katolicki, biskup, dyplomata watykański
- 1947:
  - Les Barker, brytyjski poeta (zm. 2023)
  - Małgorzata Braunek, polska aktorka, nauczycielka zen (zm. 2014)
  - Henry Cele, południowoafrykański piłkarz, trener, aktor (zm. 2007)
  - Steve Marriott, brytyjski muzyk, wokalista, autor tekstów, członek zespołów: Small Faces i Humble Pie (zm. 1991)
  - Jerzy Plutowicz, polski poeta, eseista
- 1948:
  - Miguel Canto, meksykański bokser
  - Sergio Cofferati, włoski związkowiec, polityk
  - John Dufresne, amerykański pisarz pochodzenia kanadyjskiego
  - Gert Heidler, niemiecki piłkarz
  - Stefan Jurkowski, polski poeta, krytyk literacki, dziennikarz, publicysta
  - Stanisław Remuszko, polski dziennikarz, publicysta, socjometra (zm. 2020)
  - Anna Szaleńcowa, polska nauczycielka, instruktor ZHP
  - Wu Den-yih, tajwański polityk, premier i wiceprezydent Tajwanu
- 1949:
  - Peter Agre, amerykański biolog, laureat Nagrody Nobla
  - Janusz Atlas, polski dziennikarz, publicysta (zm. 2010)
  - Leszek Bugajski, polski krytyk literacki, publicysta (zm. 2024)
  - Helena Jurgielewicz, polska polityk, posłanka na Sejm PRL
  - Elżbieta Kasicka, polska lekkoatletka, kulomiotka
  - Mieczysław Włodyka, polski przedsiębiorca, polityk, senator RP (zm. 2017)
- 1950:
  - Randy Brooks, amerykański aktor
  - Reinhold Kauder, niemiecki kajakarz górski
  - Marian Kolczyński, polski generał brygady
  - Bahram Mavaddat, irański piłkarz, bramkarz
  - Reza Suchtesaraji, irański zapaśnik
- 1951:
  - Phil Collins, brytyjski perkusista, wokalista, kompozytor, autor tekstów, producent muzyczny, członek zespołu Genesis
  - Charles S. Dutton, amerykański aktor
  - Klaus Hoffmann-Hoock, niemiecki multiinstrumentalista, kompozytor (zm. 2017)
  - Małgorzata Majchrzak, polska lekkoatletka, wieloboistka
  - Ewa Pielach, polska aktorka
  - Adrian (Uljanow), rosyjski biskup prawosławny
- 1952:
  - Walerij Chaliłow, rosyjski generał-lejtnant, kompozytor, dyrygent pochodzenia uzbeckiego (zm. 2016)
  - Lorenz-Günther Köstner, niemiecki piłkarz, trener
  - Sean Russell, kanadyjski pisarz
  - Ryszard Tylman, polski poeta, eseista, tłumacz, malarz
  - Gerhard Weisenberger, niemiecki zapaśnik (zm. 2024)
- 1953:
  - Delia Córdova, peruwiańska siatkarka (zm. 2016)
  - Laurentino Cortizo, panamski polityk, prezydent Panamy
  - Tijs Goldschmidt, holenderski biolog ewolucyjny, pisarz
  - Halina Kanasz, polska saneczkarka
  - Bogdan Kuczkowski, polski aktor (zm. 2013)
  - Benoît Puga, francuski generał armii
  - Alicja Resich-Modlińska, polska dziennikarka i prezenterka telewizyjna, publicystka, tłumaczka
  - Zuzana Roithová, czeska lekarka, polityk
  - Marek Sobczak, polski satyryk, felietonista, członek Kabaretu Klika (zm. 2014)
  - Steven Zaillian, amerykański reżyser, scenarzysta, producent i montażysta filmowy pochodzenia ormiańskiego
- 1954:
  - Rahim Ademi, chorwacki generał brygady pochodzenia albańskiego
  - José Colin Bagaforo, filipiński duchowny katolicki, biskup Kidapawan
  - François Ndoumbé, kameruński piłkarz
  - Jude Thadaeus Ruwa’ichi, tanzański duchowny katolicki, arcybiskup Dar-es-Salaam
- 1955:
  - Vincent Aind, indyjski duchowny katolicki, biskup Bagdogry
  - John Baldacci, amerykański polityk
  - Andrzej Szaciłło, polski nauczyciel, samorządowiec, prezydent Otwocka
  - Mychal Thompson, amerykański koszykarz pochodzenia bahamskiego
  - Judith Tarr, amerykańska pisarka
- 1956:
  - Ann Dowd, amerykańska aktorka
  - Jeremy Gittins, brytyjski aktor
  - Rick Robey, amerykański koszykarz
  - Darko Rundek, chorwacki piosenkarz, muzyk, autor tekstów, aktor
  - Henryk Siedlaczek, polski nauczyciel, samorządowiec, polityk, poseł na Sejm RP
  - Keiichi Tsuchiya, japoński kierowca wyścigowy
- 1957:
  - Dragan Barlov, serbski szachista
  - Janiva Magness, amerykańska wokalistka bluesowa
  - Aleksander Glondys, polski perkusista jazzowy i rockowy, tłumacz
  - Payne Stewart, amerykański golfista (zm. 1999)
  - Mirosław Wądołowski, polski samorządowiec, burmistrz Helu
- 1958:
  - Marek Łbik, polski kajakarz, kanadyjkarz
  - Jaakko Wallenius, fiński pisarz, dziennikarz (zm. 2013)
- 1959:
  - Jolanta Kupis, polska pływaczka
  - Brian Mascord, australijski duchowny katolicki, biskup Wollongong
  - Jody Watley, amerykańska piosenkarka
- 1960:
  - José Armando Álvarez Cano, meksykański duchowny katolicki, biskup, prałat terytorialny Huautli
  - Nikodem (Bulaksis), grecki duchowny prawosławny w jurysdykcji Patriarchatu Aleksandryjskiego, wikariusz metropolii Johannesburga i Pretorii
  - Chen Xinhua, chiński i brytyjski tenisista stołowy
  - Václav Marhoul, czeski aktor, reżyser i scenarzysta filmowy
  - Giuseppe Vegezzi, włoski duchowny katolicki, biskup pomocniczy Mediolanu
  - Nadan Vidošević, chorwacki polityk
  - Claude Wiseler, luksemburski literaturoznawca, samorządowiec, polityk
- 1961:
  - Piotr Bies, polski rzeźbiarz
  - Grzegorz Forysiak, polski aktor
  - Dexter Scott King, amerykański aktor (zm. 2024)
  - Peter Loy Chong, fidżyjski duchowny katolicki, arcybiskup Suvy
  - Sebastian Lindholm, fiński kierowca rajdowy
  - Liu Gang, chiński matematyk, fizyk, informatyk, dysydent
  - Mark Proctor, angielski piłkarz, trener
- 1962:
  - Abdullah II, król Jordanii
  - Grzegorz Francuz, polski filozof, wykładowca akademicki
  - Éric de Moulins-Beaufort, francuski duchowny katolicki, arcybiskup metropolita Reims
  - Elias Murr, libański polityk
  - Robert Smoktunowicz, polski adwokat, polityk, senator RP (zm. 2024)
  - Karl Stehlin, niemiecki duchowny katolicki
- 1963:
  - Daphne Ashbrook, amerykańska aktorka
  - Thomas Brezina, austriacki autor literatury dziecięcej i młodzieżowej
  - Ulana Suprun, ukraińska lekarka, działaczka społeczna, polityk
- 1964:
  - Wojciech Chudziński, polski pisarz, publicysta
  - Christer Majbäck, szwedzki biegacz narciarski
  - Ihor Petrow, ukraiński piłkarz, trener
  - Otis Smith, amerykański koszykarz, trener, działacz sportowy
  - Tomáš Trapl, czeski aktor musicalowy i dubbingowy
- 1965:
  - Wolfgang Feiersinger, austriacki piłkarz, trener
  - David Hobby, amerykański fotograf
  - Claudio Palumbo, włoski duchowny katolicki, biskup Trivento
  - Hans-Peter Pohl, niemiecki kombinator norweski
- 1966:
  - Bożena Majtyka, polska szachistka
  - Debra Ochs, amerykańska łuczniczka
  - Douglas Wood, kanadyjski lekkoatleta, tyczkarz
- 1967:
  - Siergiej Czepikow, rosyjski biathlonista
  - Jay Gordon, amerykański wokalista, członek zespołu Orgy
  - Adam Łaszyn, polski prawnik, dziennikarz prasowy, specjalista public relations (zm. 2024)
  - Bruce Seldon, amerykański bokser
  - Tino Vegar, chorwacki piłkarz wodny
- 1968:
  - Filip VI Burbon, król Hiszpanii
  - Trevor Dunn, amerykański basista, członek zespołów: Mr. Bungle, Secret Chiefs 3, Fantômas i The Melvins
  - Switłana Mazij, ukraińska wioślarka
  - Barbara Melzer, polska aktorka, wokalistka
- 1969:
  - Flavio Anastasia, włoski kolarz szosowy
  - Hendrik Jan Davids, holenderski tenisista
  - Aleksiej Driejew, rosyjski szachista
  - Iwona Łącz, polska piłkarka ręczna, bramkarka
  - Zbigniew Milewski, polski poeta, antologista, krytyk literacki
  - Carl Oliver, bahamski lekkoatleta, sprinter
  - Dražen Sermek, chorwacki i słoweński szachista
- 1970:
  - Aleh Chmyl, białoruski hokeista, trener
  - Artur Górski, polski politolog, wykładowca akademicki, dziennikarz, publicysta, polityk, poseł na Sejm RP (zm. 2016)
  - Maria Luísa Mendonça, brazylijska aktorka
  - Álvaro Nadal, hiszpański ekonomista, polityk
  - Yves Vanderhaeghe, belgijski piłkarz, trener
  - Hans Vonk, południowoafrykański piłkarz, bramkarz
  - Kimiya Yui, japoński pilot wojskowy, astronauta
- 1971:
  - Maja Grønbæk, duńska piłkarka ręczna
  - Johnnie O. Jackson, amerykański kulturysta
  - Edvard Kožušník, czeski polityk, eurodeputowany
  - Qian Hong, chińska pływaczka
- 1972:
  - Encarnación Granados, hiszpańska lekkoatletka, chodziarka
  - Mike Johnson, amerykański prawnik, polityk
  - Radosław Krzyżowski, polski aktor
  - Agnieszka Litwin, polska aktorka kabaretowa
  - Chris Simon, kanadyjski hokeista (zm. 2024)
  - Filippo Tamagnini, sanmaryński polityk
  - Monika Tarka-Kilen, polska dziennikarka
- 1973:
  - Libor Capalini, czeski pięcioboista nowoczesny
  - Dmitrij Czerkasow, rosyjski aktor, reżyser, scenarzysta i producent filmowy
  - Asmat Diasamidze, gruzińska łuczniczka
  - Nicky Gooch, brytyjski łyżwiarz szybki, specjalista short tracku, trener
  - Tomasz Klimek, polski policjant, funkcjonariusz służb specjalnych
  - Dejan Košir, słoweński snowboardzista
  - Milan Krajniak, słowacki przedsiębiorca, publicysta, polityk
  - Edita Pfundtner, słowacka adwokat, polityk
  - Jalen Rose, amerykański koszykarz, analityk i komentator koszykarski
  - Fredrik Söderström, szwedzki piłkarz
  - Sharone Wright, amerykański koszykarz
- 1974:
  - Christian Bale, brytyjski aktor, producent filmowy
  - Radovan Brenkus, słowacki pisarz, tłumacz, krytyk literacki
  - Olivia Colman, brytyjska aktorka
  - Boris Czatałbaszew, bułgarski szachista
  - Abdel El-Saqua, egipski piłkarz
  - Attila Mesterházy, węgierski polityk
  - Sebastián Rambert, argentyński piłkarz
- 1975:
  - Magnus Bäckstedt, szwedzki kolarz szosowy i torowy
  - Erol Bulut, turecki piłkarz, trener
  - Mihály Deák-Bárdos, węgierski zapaśnik
  - Tobias Dürr, niemiecki aktor
  - Giacomo Galanda, włoski koszykarz
  - Leondino Giombini, włoski siatkarz
  - Manuela Mucke, niemiecka kajakarka
  - Małgorzata Myśliwiec, polska politolog, wykładowczyni akademicka
  - Chryzostom (Nasis), grecki biskup prawosławny
  - Juninho Pernambucano, brazylijski piłkarz
  - Luigi Sartor, włoski piłkarz
  - Tim Slyfield, nowozelandzki judoka
  - Martijn Spierenburg, holenderski klawiszowiec, członek zespołu Within Temptation
  - Botond Storcz, węgierski kajakarz
  - Yumi Yoshimura, japońska piosenkarka
- 1976:
  - Cristian Brocchi, włoski piłkarz
  - Cindy Franssen, flamandzka i belgijska działaczka samorządowa, polityk
  - Georgi Georgiew, bułgarski judoka
  - Ǵorǵi Hristow, macedoński piłkarz
  - Paweł Łęcki, polski żużlowiec
  - Ziemowit Pędziwiatr, polski aktor, lektor, prezenter telewizyjny
  - Pedro Antonio Sánchez, hiszpański samorządowiec, polityk, prezydent Murcji
  - Rafał Szłapa, polski grafik, autor komiksów
  - Przemysław Szubartowicz, polski dziennikarz, publicysta, poeta, krytyk literacki
  - Aleksandra Waliszewska, polska malarka, rysowniczka, ilustratorka
- 1977 – Miranda Bailey, amerykańska aktorka, producentka filmowa
- 1978:
  - Mark Brain, niemiecki didżej, producent muzyczny
  - Omar Briceño, meksykański piłkarz
  - Robert El Gendy, polski prezenter telewizyjny pochodzenia egipskiego
  - Daniel Lindström, szwedzki piosenkarz
  - Marta Michna, polska szachistka
  - Hiroshi Satō, japoński curler
- 1979:
  - Izabela Duda, polska piłkarka ręczna
  - Otmane El Assas, marokański piłkarz
  - Michelle Langstone, nowozelandzka aktorka
  - Wołodymyr Omelan, ukraiński polityk
  - Paulla, polska piosenkarka
  - Luis Amaranto Perea, kolumbijski piłkarz
  - Raphael Schäfer, niemiecki piłkarz, bramkarz
  - Marcin Sypniewski, polski prawnik, polityk, europoseł
- 1980:
  - Krzysztof Bieńkowski, polski nauczyciel, samorządowiec i polityk, senator
  - Dariusz Brzozowski, polski perkusista
  - Zurab Menteszaszwili, gruziński piłkarz
  - Paweł Polok, polski aktor, satyryk, dziennikarz
  - Yandro Quintana, kubański zapaśnik
  - Wilmer Valderrama, amerykański aktor komediowy pochodzenia kolumbijsko-wenezuelskiego
  - Cédric Varrault, francuski piłkarz
  - Marlene Weingärtner, niemiecka tenisistka
  - Angela Williams, amerykańska lekkoatletka, sprinterka
  - Lee Zeldin, amerykański polityk, kongresman
- 1981:
  - Jonathan Bender, amerykański koszykarz
  - Dimityr Berbatow, bułgarski piłkarz
  - Peter Crouch, angielski piłkarz
  - Walentina Liaszenko, gruzińska lekkoatletka, skoczkini wzwyż
  - Natalija Pyhyda, ukraińska lekkoatletka, sprinterka
- 1982:
  - Janusz Brodacki, polski aktor
  - DeSagana Diop, senegalski koszykarz
  - Daiki Iwamasa, japoński piłkarz
  - Andonis Jeorgalidis, cypryjski piłkarz, bramkarz
  - Martin Sopko, słowacki siatkarz
  - Małgorzata Wojtkowiak, polska florecistka
  - Gilles Yapi Yapo, iworyjski piłkarz
- 1983:
  - Richard Adjei, niemiecki futbolista, bobsleista pochodzenia ghańskiego (zm. 2020)
  - Serhij Breus, ukraiński pływak
  - Daniel Di Tomasso, kanadyjski aktor, model pochodzenia włoskiego
  - Włatko Grozdanowski, macedoński piłkarz
  - Ľubomír Guldan, słowacki piłkarz
  - Flori Lang, szwajcarski pływak
  - Thomas Mogensen, duński piłkarz ręczny
  - Steve Morabito, szwajcarski kolarz szosowy
  - Steffen Olsen, duński strzelec sportowy
  - Ołeh Szandruk, ukraiński piłkarz, trener
  - Slavko Vraneš, czarnogórski koszykarz
- 1984:
  - Jonathan Victor Barros, argentyński bokser
  - Anna Białobrzeska, polska siatkarka
  - Katarína Dudasová, słowacka siatkarka
  - Mai Fukuda, japońska siatkarka
  - Kid Cudi, amerykański raper, wokalista, aktor
  - Tan Xue, chińska szablistka
  - Jacobine Veenhoven, holenderska wioślarka
  - Janusz Wierzgacz, polski dyrygent, kompozytor
- 1985:
  - Gisela Dulko, argentyńska tenisistka
  - Ximena Duque, kolumbijska aktorka
  - Richie Porte, australijski kolarz szosowy
  - Anna Szarek, polska modelka, aktorka niezawodowa
- 1986:
  - Lucas Biglia, argentyński piłkarz
  - Alex Harris, amerykański koszykarz
  - Anna Rokita, austriacka łyżwiarka szybka
- 1987:
  - Anna Grzesiak, polska triathlonistka
  - Amanda Lightfoot, brytyjska biathlonistka
  - Jackson Mullane, australijski rugbysta, aktor
  - Marta Sęga, polska piłkarka
  - Arda Turan, turecki piłkarz
  - Matthías Vilhjálmsson, islandzki piłkarz
  - Agnieszka Wojtkowska, polska badmintonistka
- 1988:
  - Patricio Araujo, meksykański piłkarz
  - Keshia Baker, amerykańska lekkoatletka, sprinterka
  - Martyna Synoradzka, polska florecistka
- 1989:
  - Wiktoryja Jemialjanczyk, białoruska siatkarka
  - Regina Kulikowa, rosyjska tenisistka
  - Tomás Mejías, hiszpański piłkarz, bramkarz
  - Marta Moszczyńska, polska aktorka, wokalistka
  - Josip Pivarić, chorwacki piłkarz
  - Rufuz, polski raper
- 1990:
  - Kevan George, trynidadzko-tobagijski piłkarz
  - Eiza González, meksykańska aktorka, piosenkarka
  - Artiom Łukjanienko, rosyjski lekkoatleta, wieloboista
  - Luca Sbisa, szwajcarski hokeista pochodzenia włoskiego
  - Jake Thomas, amerykański aktor, piosenkarz
- 1991:
  - Igor Cosso, brazylijski aktor
  - Evan Guthrie, kanadyjski kolarz górski i przełajowy
  - Dries Heyrman, belgijski siatkarz
  - Joanna Jóźwik, polska lekkoatletka, biegaczka średniodystansowa
- 1992:
  - Jarryd Dunn, brytyjski lekkoatleta, sprinter
  - Filip Đuričić, serbski piłkarz
  - Omar Gaber, egipski piłkarz
  - Keith Hornsby, amerykański koszykarz
  - Kimberly Jess, niemiecka lekkoatletka, skoczni wzwyż
  - Alexander Milošević, szwedzki piłkarz pochodzenia serbskiego
- 1993:
  - Michael Dreher, niemiecki skoczek narciarski
  - Ivan Hladík, słowacki piłkarz
  - Maksym Łucenko, ukraiński koszykarz
  - Katy Marchant, brytyjska kolarka torowa
  - Park Do-yeong, południowokoreańska łyżwiarka figurowa
  - Ryan Regez, szwajcarski narciarz dowolny
  - Daniel Spaleniak, polski wokalista, gitarzysta, kompozytor, producent muzyczny
- 1994:
  - Filip Peliwo, kanadyjski tenisista pochodzenia polskiego
  - Diego Valdés, chilijski piłkarz
- 1995:
  - Danielle Campbell, amerykańska aktorka
  - Adrian Gała, polski żużlowiec
  - Urtzi Iriondo, hiszpański piłkarz
  - Wiktorija Komowa, rosyjska gimnastyczka
  - Jack Laugher, brytyjski skoczek do wody
  - Marcos Llorente, hiszpański piłkarz
  - Tomás Podstawski, portugalski piłkarz pochodzenia polskiego
  - Marian Sarr, niemiecki piłkarz
- 1996:
  - Juraj Bellan, słowacki kolarz szosowy i przełajowy
  - Paweł Bochniewicz, polski piłkarz
  - Dorsaf Gharsi, tunezyjska zapaśniczka
  - Emma Jørgensen, duńska kajakarka
  - Zoltán Lévai, węgierski zapaśnik
  - Vincenzo Lizzi, włoski bokser
  - Pola Nowakowska, polska siatkarka
  - Jonielle Smith, jamajska lekkoatletka, sprinterka
  - Xiao Ruoteng, chiński gimnastyk
- 1997:
  - Shaq Buchanan, amerykański koszykarz
  - Christian Falocchi, włoski lekkoatleta, skoczek wzwyż
  - Unai Núñez, hiszpański piłkarz
  - Alessandro Piccinelli, włoski siatkarz
  - Shim Suk-hee, południowokoreańska łyżwiarka szybka, specjalistka short tracku
  - Paweł Stysiał, polski siatkarz
  - Rohan Wight, australijski kolarz torowy i szosowy
- 1998:
  - Jesús Angulo, meksykański piłkarz
  - Natalia Dominiak, polska pięcioboistka nowoczesna
  - Anton Tieriechow, rosyjski piłkarz
- 1999:
  - Damian Durkacz, polski bokser
  - Henriette Kraus, niemiecka skoczkini narciarska
  - Maximilian Lienher, austriacki skoczek narciarski
  - Viveca Lindfors, fińska łyżwiarka figurowa
- 2000:
  - Jovan Ilić, bośniacki piłkarz
  - Yūji Nishida, japoński siatkarz
- 2001:
  - Curtis Jones, angielski piłkarz
  - Li Jinyu, chińska łyżwiarka szybka, specjalistka short tracku
  - Anita Östlund, szwedzka łyżwiarka figurowa pochodzenia rosyjskiego
  - Nikol Zelikman, izraelska gimnastyczka artystyczna
- 2002:
  - Marco Di Cesare, argentyński piłkarz
  - Christos Dzolis, grecki piłkarz
  - Taylor Harwood-Bellis, angielski piłkarz
  - Mikołaj Lorens, polski tenisista
  - Harold Medina, nikaraguański piłkarz
  - Tyla, południowoafrykańska piosenkarka, autorka tekstów pochodzenia maurytyjskiego
- 2003:
  - Jakub Olszewski, polski siatkarz
  - Ausar Thompson, amerykański koszykarz
- 2005 – Haszim ibn Abd Allah, jordański książę
- 2006 – Michał Gurgul, polski piłkarz

## Zmarli
- 680 – Batylda, królowa Francji, święta (ur. 626/27)
- 1030 – Wilhelm V Wielki, książę Akwitanii (ur. 969)
- 1181 – Takakura, cesarz Japonii (ur. 1161)
- 1230 – Pelagio Galvani, hiszpański duchowny katolicki, biskup Albano, kardynał, dziekan Kolegium Kardynalskiego, krzyżowiec (ur. ?)
- 1300 – Bolko Starszy, najstarszy syn księcia świdnickiego Bolka I Surowego (ur. 1285–90)
- 1314 – Mikołaj III z Saint Omer, pan połowy Teb (ur. ?)
- 1384 – Ludwik II de Male, książę Flandrii (ur. 1330)
- 1523 – Fabian Luzjański, polski duchowny katolicki, biskup warmiński (ur. ok. 1470)
- 1556 – Sebestyén Tinódi Lantos, węgierski kompozytor pieśni, lutnista (ur. ok. 1510)
- 1574 – Damião de Góis, portugalski humanista, filozof (ur. 1502)
- 1629 – Carlo Maderno, tesyński architekt (ur. 1556)
- 1640 – Hiacynta Mariscotti, włoska zakonnica, święta (ur. 1585)
- 1645 – Maria Ward, angielska zakonnica, Służebnica Boża (ur. 1585)
- 1649 – Karol I Stuart, król Anglii i Szkocji (ur. 1600)
- 1652 – Georges de La Tour, francuski malarz (ur. 1593)
- 1656 – Pierdonato Cesi, włoski kardynał (ur. 1583)
- 1678 – Antonio de Pereda, hiszpański malarz (ur. 1611)
- 1683 – Cesare Facchinetti, włoski kardynał (ur. 1608)
- 1685 – Innico Caracciolo, włoski duchowny katolicki, arcybiskup Neapolu, kardynał (ur. 1607)
- 1686 – Joazaf, rosyjski duchowny prawosławny, metropolita kazański (ur. ?)
- 1710 – Sebastian Valfrè, włoski filipin, błogosławiony (ur. 1629)
- 1716 – Maria Kazimiera d’Arquien, francuska arystokratka, królowa Polski (ur. 1641)
- 1728:
  - Apolinary Wieczorkowicz, polski franciszkanin, autor prac medycznych (ur. 1661)
  - Elżbieta Augusta Wittelsbach, księżniczka Palatynatu Reńskiego, hrabina Palatynatu-Sulzbach (ur. 1693)
- 1729 – Giovanni Battista Salerni, włoski kardynał (ur. 1670)
- 1730 – Piotr II Romanow, cesarz Rosji (ur. 1715)
- 1743 – Nicolò del Giudice, włoski kardynał (ur. 1660)
- 1749 – Ernst Christoph von Manteuffel, królewsko-polski i elektorsko-saski szambelan, dyplomata (ur. 1676)
- 1770 – Giovanni Pietro Francesco Agius de Soldanis, maltański duchowny katolicki, lingwista, historyk (ur. 1712)
- 1773 – Anton Schmidt, austriacki malarz (ur. ok. 1706)
- 1791:
  - Claude Carloman de Rulhière, francuski poeta, dyplomata, historyk (ur. 1734)
  - Jacob Friedrich Krummacher, pruski prawnik, sędzia, polityk (ur. 1735)
- 1798 – Jakub Kiedrzyński, polski ziemianin, polityk (ur. ?)
- 1816 – Jean-Charles Monnier, francuski hrabia, generał (ur. 1758)
- 1826 – Fiodor Rostopczyn, rosyjski hrabia, polityk (ur. 1763)
- 1829 – Filip Hauman, polski generał major (ur. 1754)
- 1836 – Betsy Ross, amerykańska szwaczka, bohaterka rewolucji amerykańskiej (ur. 1752)
- 1837 – Gottfried Daniel Krummacher, pruski teolog kalwiński (ur. 1774)
- 1840 – Paweł Hŏ Hyŏb, koreański męczennik i święty katolicki (ur. 1796)
- 1842 – Edward Żółtowski, polski i francuski generał (ur. 1775)
- 1846 – Ernest Leopold Kaden, saski i polski inżynier górnictwa i hutnictwa, uczestnik powstania listopadowego (ur. 1792)
- 1847 – Virginia Poe, Amerykanka, żona Edgara Allana (ur. 1822)
- 1849:
  - Peter De Wint, brytyjski malarz (ur. 1784)
  - Józef Rudnicki, polski kapitan wojsk Księstwa Warszawskiego, pamiętnikarz (ur. 1782)
- 1858 – Coenraad Jacob Temminck, holenderski arystokrata, zoolog (ur. 1778)
- 1860 – Tomasz Khuông, wietnamski duchowny katolicki, męczennik, święty (ur. ok. 1779 lub 89)
- 1861 – Walery Łoziński, polski pisarz, publicysta (ur. 1837)
- 1867 – Kōmei, cesarz Japonii (ur. 1831)
- 1868 – Guido Samson von Himmelstjerna, niemiecki lekarz wojskowy, rzeczywisty radca stanu, wykładowca akademicki (ur. 1809)
- 1870 – Bertrand-Sévère Mascarou-Laurence, francuski duchowny katolicki, biskup Tarbes (ur. 1790)
- 1875 – Prosper Guéranger, francuski benedyktyn, Sługa Boży (ur. 1805)
- 1877 – Jeroným Jan Nepomucký Solař, czeski duchowny katolicki, pisarz religijny, pedagog, poeta, historyk, topograf (ur. 1827)
- 1884 – Luigi Maria Bilio, włoski kardynał (ur. 1826)
- 1885 – Saturnin Świerzyński, polski malarz, pedagog (ur. 1820)
- 1888 – Asa Gray, amerykański botanik (ur. 1810)
- 1889:
  - Rudolf, arcyksiążę austriacki, następca tronu (ur. 1858)
  - Maria Vetsera, austriacka arystokratka, kochanka arcyksięcia Rudolfa (ur. 1871)
- 1891:
  - Charles Joshua Chaplin, francuski malarz, grafik (ur. 1825)
  - Carlo Cristofori, włoski kardynał (ur. 1813)
- 1893 – Wiktor I Maurycy von Ratibor, pruski arystokrata, polityk (ur. 1818)
- 1897 – Robert Themptander, szwedzki polityk, premier Szwecji (ur. 1844)
- 1898 – Chichester Parkinson-Fortescue, brytyjski arystokrata, polityk (ur. 1823)
- 1900 – Albert Rachner, niemiecki rzeźbiarz (ur. 1836)
- 1901 – Alois Pražák, czeski baron, prawnik, polityk (ur. 1820)
- 1906 – Reinhold Sadler, amerykański polityk pochodzenia niemieckiego (ur. 1848)
- 1907 – Seweryn Ritter von Jelita Żelawski, polski dowódca wojskowy, tytularny marszałek polny porucznik cesarskiej i królewskiej Armii (ur. 1837)
- 1908:
  - Franz Goerlich, niemiecki księgarz. wydawca (ur. 1839)
  - David Johnson, amerykański malarz (ur. 1827)
  - Szewel Kinkulkin, polski antykwariusz, uczestnik powstania styczniowego, działacz narodowy pochodzenia żydowskiego (ur. 1822)
- 1912 – Julius Leopold Pagel, niemiecki lekarz, historyk medycyny (ur. 1851)
- 1915:
  - Dawid Galván Bermúdez, meksykański duchowny katolicki, męczennik, święty (ur. 1881)
  - Walery Gostomski, polski krytyk i historyk literatury (ur. 1854)
- 1917:
  - John McDonald, amerykański polityk (ur. 1837)
  - Mucjusz María Wiaux, belgijski lasalianin, święty (ur. 1841)
- 1920 – Piotr Niedurny, polski działacz niepodległościowy (ur. 1880)
- 1922 – Wandalin Walewski, polski ziemianin, major kawalerii (ur. 1861)
- 1923:
  - Kolumba Marmion, irlandzki benedyktyn, błogosławiony (ur. 1858)
  - Edward Uderski, polski inżynier kolejnictwa (ur. 1842)
- 1925 – Nikołaj Kulczicki, rosyjski anatom, histolog (ur. 1856)
- 1926 – Barbara La Marr, amerykańska aktorka (ur. 1896)
- 1927:
  - Milena Mrazović, bośniacka pisarka, dziennikarka, pianistka, kompozytorka (ur. 1863)
  - Thomas Szczeponik, niemiecki polityk, poseł do Reichstagu, senator RP i poseł na Sejm Śląski (ur. 1860)
- 1928 – Johannes Fibiger, duński patolog, laureat Nagrody Nobla (ur. 1867)
- 1930:
  - Benedykt Dybowski, polski przyrodnik, badacz Azji (ur. 1833)
  - Henryk Kamiński, polski generał brygady (ur. 1854)
- 1931 – Friedrich Ris, szwajcarski psychiatra, entomolog-odonatolog (ur. 1867)
- 1932 – Aleksandr Samarin, rosyjski polityk, oberprokurator Świątobliwego Synodu Rządzącego (ur. 1868)
- 1934:
  - Józef Białynia Chołodecki, polski pisarz, historyk (ur. 1852)
  - Piotr Lebiedziński, polski inżynier, chemik, przedsiębiorca, wynalazca i konstruktor w dziedzinie fotografii i filmu (ur. 1860)
- 1935:
  - Joseph Smith Fletcher, brytyjski dziennikarz, pisarz (ur. 1863)
  - Lazar Fuks, polski dziennikarz pochodzenia żydowskiego (ur. 1892)
- 1937:
  - Alfred Grütter, szwajcarski strzelec sportowy (ur. 1860)
  - Ludwika Karpińska-Woyczyńska, polska psycholog, psychoanalityk, wykładowczyni akademicka (ur. 1872)
  - Jan Reliszko, polski podpułkownik kawalerii, działacz niepodległościowy (ur. 1886)
- 1938 – Seweryn Jasielski, polski aktor (ur. 1889)
- 1940:
  - Justí Guitart i Vilardebó, hiszpański duchowny katolicki, biskup La Seu d’Urgell i współksiążę episkopalny Andory (ur. 1875)
  - Karl Bernhard Lehmann, niemiecki lekarz, bakteriolog (ur. 1858)
- 1941:
  - Władysław Berkan, polski działacz społeczny i gospodarczy (ur. 1859)
  - Aleksandr Bujko, radziecki polityk (ur. 1885)
  - Michał Jachimczak, polski duchowny katolicki, męczennik, Sługa Boży (ur. 1908)
- 1942:
  - Frederick Haultain, kanadyjski polityk, premier Terytoriów Północno-Zachodnich (ur. 1857)
  - Józef Kazimierz Jakubowski, polski prawnik, podróżnik, muzealnik (ur. 1861)
  - Józef Stefan Szper, polski chirurg (ur. 1883)
- 1943:
  - Aleksander Kapłoński, polski architekt (ur. 1884)
  - Zygmunt Pisarski, polski duchowny katolicki, męczennik, błogosławiony (ur. 1902)
- 1945:
  - William Goodenough, brytyjski admirał (ur. 1867)
  - Gottlieb Haberlandt, austriacki botanik, wykładowca akademicki (ur. 1854)
  - Alfred Kühlewindt, niemiecki fotograf (ur. 1870)
  - Piotr Liziukow, radziecki pułkownik (ur. 1909)
  - Łucjan Ruszała, polski duchowny katolicki, kapucyn, misjonarz (ur. 1908)
- 1946 – Oskar von Boenigk niemiecki pilot wojskowy, as myśliwski (ur. 1893)
- 1948:
  - Mahatma Gandhi, indyjski działacz narodowościowy (ur. 1869)
  - Orville Wright, amerykański pilot, pionier lotnictwa (ur. 1871)
- 1950 – Wasilij Morozow, rosyjski generał major (ur. 1888)
- 1951 – Ferdinand Porsche, niemiecki konstruktor samochodów (ur. 1875)
- 1952 – Antoni Pączek, polski działacz socjalistyczny i związkowy, polityk, prezydent Lublina, poseł na Sejm RP (ur. 1890)
- 1953:
  - Ernest August III Hanowerski, niemiecki arystokrata (ur. 1887)
  - Hans von Poellnitz, niemiecki architekt (ur. 1876)
- 1954 – Władysław Kosydarski, polski inżynier, polityk, poseł na Sejm Ustawodawczy (ur. 1884)
- 1956 – Charlie Taylor, amerykański mechanik samolotowy, pionier lotnictwa (ur. 1868)
- 1957:
  - Marian Dienstl-Dąbrowa, polski dziennikarz, publicysta, redaktor (ur. 1882)
  - Grigore Gafencu, rumuński prawnik, dziennikarz, polityk, dyplomata (ur. 1892)
- 1958:
  - Isser Be’eri, izraelski podpułkownik, polityk (ur. 1901)
  - Antoni Bystrzonowski, polski duchowny katolicki, teolog (ur. 1870)
  - Jean Crotti, szwajcarski malarz (ur. 1878)
  - Ernst Heinkel, niemiecki przedsiębiorca, konstruktor lotniczy (ur. 1888)
  - William Walter Montagu-Douglas-Scott, brytyjski arystokrata, polityk (ur. 1896)
- 1960:
  - Bernardus Croon, holenderski wioślarz (ur. 1886)
  - Bolesław Grodziecki, polski działacz gospodarczy, polityk, minister aprowizacji (ur. 1875)
  - Bronisław Janowski, polski agronom, botanik (ur. 1875)
- 1961 – Dorothy Thompson, amerykańska dziennikarka (ur. 1893)
- 1963 – Francis Poulenc, francuski kompozytor (ur. 1899)
- 1964 – Berthold Altaner, niemiecki duchowny katolicki, patrolog (ur. 1885)
- 1965:
  - Burgoyne Diller, amerykański malarz abstrakcjonista (ur. 1906)
  - Froł Kozłow, radziecki polityk (ur. 1908)
  - Władysław Starewicz, polski animator, reżyser, pionier lalkowego filmu animowanego (ur. 1882)
- 1968 – Mieczysław Radwan, polski metalurg, historyk, krajoznawca (ur. 1889)
- 1969 – Georges Pire, belgijski zakonnik, laureat Pokojowej Nagrody Nobla (ur. 1910)
- 1970:
  - Fritz Bayerlein, niemiecki generał (ur. 1899)
  - Malcolm Keen, brytyjski aktor (ur. 1887)
- 1971:
  - Józef Gąsienica Wawrytko, polski ratownik górski, przewodnik tatrzański (ur. 1889)
  - Hugh Mulzac, amerykański oficer marynarki handlowej pochodzenia karaibskiego (ur. 1886)
- 1972:
  - Endre Makai, węgierski chirurg (ur. 1884)
  - Pavel Roman, czechosłowacki łyżwiarz figurowy (ur. 1943)
  - Sisowath Watchayavong, kambodżański książę, polityk (ur. 1891)
- 1973 – Jack MacGowran, irlandzki aktor (ur. 1918)
- 1974 – Grigorij Worożejkin, radziecki dowódca wojskowy, marszałek lotnictwa (ur. 1895)
- 1975:
  - Boris Blacher, niemiecki kompozytor, muzykolog (ur. 1903)
  - Marc Chadourne, francuski pisarz, dziennikarz (ur. 1895)
  - Kurt Helbig, niemiecki sztangista (ur. 1901)
  - Charles McIlvaine, amerykański wioślarz (ur. 1903)
- 1976:
  - Béla Czóbel, węgierski malarz awangardowy pochodzenia żydowskiego (ur. 1883)
  - Arnold Gehlen, niemiecki socjolog, filozof (ur. 1904)
  - Stefan Otwinowski, polski prozaik, dramaturg, felietonista (ur. 1910)
- 1978:
  - Nadieżda Fiedutienko, radziecka major lotnictwa (ur. 1915)
  - Mîndru Katz, rumuńsko-izraelski pianista (ur. 1925)
- 1980:
  - Maria Bolognesi, włoska mistyczka, błogosławiona (ur. 1924)
  - Professor Longhair, amerykański wokalista i pianista bluesowy (ur. 1918)
- 1982:
  - Zdzisław Grudzień, polski polityk, działacz komunistyczny (ur. 1924)
  - Stanley Holloway, brytyjski aktor (ur. 1890)
  - Lightnin’ Hopkins, amerykański gitarzysta, wokalista (ur. 1912)
  - Stanisław Karpiński, polski pułkownik pilot (ur. 1891)
  - Władimir Malin, radziecki polityk (ur. 1906)
- 1983 – Fritz Machlup, austriacko-amerykański ekonomista pochodzenia żydowskiego (ur. 1902)
- 1984:
  - Crox Alvarado, meksykański aktor (ur. 1910)
  - Luke Kelly, irlandzki pieśniarz i muzyk folkowy (ur. 1940)
- 1986:
  - Iwan Astajkin, radziecki polityk (ur. 1917)
  - Iwan Papanin, rosyjski kontradmirał, oceanograf, geograf, badacz polarny (ur. 1894)
- 1988 – Kees Pellenaars, holenderski kolarz szosowy i torowy (ur. 1913)
- 1989:
  - Alfons Burbon, książę Andegawenii, pretendent do tronu Francji (ur. 1936)
  - Stanisław Suchowolec, polski duchowny katolicki, działacz białostockiej „Solidarności” (ur. 1958)
- 1991:
  - John Bardeen, amerykański fizyk, dwukrotny laureat Nagrody Nobla (ur. 1908)
  - Lemoine Batson, amerykański skoczek narciarski (ur. 1898)
  - John McIntire, amerykański aktor (ur. 1907)
- 1993 – Otto Roelen, niemiecki chemik, wykładowca akademicki (ur. 1897)
- 1994:
  - Pierre Boulle, francuski pisarz (ur. 1912)
  - Jerzy Bezucha, polski perkusista jazzowy (ur. 1949)
  - Claude Nigon, francuski szpadzista (ur. 1928)
  - Bahdżat at-Talhuni, jordański polityk, premier Jordanii (ur. 1913)
- 1995:
  - Antonio Brivio, włoski kierowca wyścigowy, bobsleista (ur. 1905)
  - Gerald Durrell, brytyjski zoolog, konserwator przyrody, pisarz, prezenter telewizyjny, popularyzator wiedzy przyrodniczej (ur. 1925)
  - Olga Modrachová, czeska wszechstronna lekkoatletka (ur. 1930)
  - Bolesław Sękowski, polski botanik, dendrolog, wykładowca akademicki (ur. 1922)
- 1996 – San Yu, birmański generał, polityk, prezydent Birmy (ur. 1918)
- 1997:
  - Andrzej Kłossowski, polski profesor bibliotekoznawstwa i informacji naukowej (ur. 1938)
  - Janina Koblewska, polska pedagog, wykładowczyni akademicka (ur. 1918)
  - Henryk Makowski, polski geolog, paleontolog, wykładowca akademicki (ur. 1910)
  - Leszek Tomaszewski, polski pediatra, patobiochemik, wykładowca akademicki (ur. 1919)
  - Jirō Yamagishi, japoński tenisista (ur. 1912)
- 1998:
  - Samuel Eilenberg, polsko-amerykański matematyk pochodzenia żydowskiego (ur. 1913)
  - Stanisław Kowalczyk, polski generał dywizji MO, polityk, poseł na Sejm RP, minister spraw wewnętrznych, wicepremier (ur. 1924)
  - Ferdy Mayne, niemiecki aktor (ur. 1916)
- 1999 – Ed Herlihy, amerykański pisarz (ur. 1909)
- 2001:
  - Jean-Pierre Aumont, francuski aktor (ur. 1911)
  - Edmund Fetting, polski aktor, piosenkarz (ur. 1927)
  - Michel Marcel Navratil, francuski filozof (ur. 1908)
- 2002:
  - Ruslan Abdullayev, azerski piłkarz, trener (ur. 1944)
  - Louis Salica, amerykański bokser pochodzenia włoskiego (ur. 1912)
- 2005:
  - Wolfgang Becker, niemiecki reżyser filmowy (ur. 1910)
  - Dario Sala, włoski antykwariusz, muzyk, poeta, prozaik, pacyfista (ur. 1912)
- 2006:
  - Mikołaj (Kocvár), słowacki duchowny prawosławny, arcybiskup Czech i Słowacji (ur. 1927)
  - Otto Lang, amerykański producent filmowy, narciarz, instruktor narciarski (ur. 1908)
  - Ludomir Mączka, polski żeglarz, podróżnik, jachtowy kapitan morski (ur. 1928)
  - Coretta Scott King, amerykańska obrończyni praw obywatelskich (ur. 1927)
  - Wendy Wasserstein, amerykańska dramatopisarka (ur. 1950)
- 2007 – Sidney Sheldon, amerykański prozaik, dramaturg, scenarzysta filmowy (ur. 1917)
- 2008:
  - Marcial Maciel, meksykański duchowny katolicki, założyciel zakonu Legion Chrystusa (ur. 1920)
  - Czesław Świrta, polski operator filmowy (ur. 1925)
- 2009:
  - Guy Hunt, amerykański polityk (ur. 1933)
  - Ingemar Johansson, szwedzki bokser (ur. 1932)
  - Teddy Mayer, amerykański menedżer wyścigowy Formuły 1 (ur. 1935)
- 2011:
  - John Barry, amerykański kompozytor, twórca muzyki filmowej (ur. 1933)
  - Jan Nagrabiecki, polski poeta (ur. 1920)
- 2012:
  - George Lambert, amerykański pięcioboista nowoczesny (ur. 1928)
  - Henryk Szumski, polski generał, szef Sztabu Generalnego WP (ur. 1941)
- 2014:
  - Stefan Bałuk, polski generał, fotografik, fotoreporter wojenny, cichociemny, uczestnik powstania warszawskiego (ur. 1914)
  - Krzysztof Birula-Białynicki, polski hokeista (ur. 1944)
  - Cornelius Pasichny, kanadyjski duchowny katolicki obrządku bizantyjsko-ukraińskiego, bazylianin, eparcha Saskatoon i Toronto (ur. 1927)
  - Tadeusz Szurman, polski duchowny luterański, biskup katowicki (ur. 1954)
  - Andrzej Żarnecki, polski aktor, reżyser teatralny (ur. 1935)
- 2015:
  - Zbigniew Kurtycz, polski piosenkarz, gitarzysta, kompozytor (ur. 1919)
  - Geraldine McEwan, brytyjska aktorka (ur. 1932)
  - Howard Norris, walijski rugbysta (ur. 1934)
  - Henryk Szczepański, polski piłkarz, trener (ur. 1933)
  - Gerrit Voorting, holenderski kolarz szosowy i torowy (ur. 1923)
  - Żelu Żelew, bułgarski polityk, prezydent Bułgarii (ur. 1935)
- 2016:
  - Frank Finlay, brytyjski aktor (ur. 1926)
  - Francisco Flores, salwadorski polityk, prezydent Salwadoru (ur. 1959)
  - Rafał Gunajew, polski szachista, sędzia szachowy (ur. 1976)
  - Dede Koswara, Indonezyjczyk, ewenement medyczny (ur. ok. 1974)
  - Leonard Michniewski, polski siatkarz, brydżysta, działacz PZBS (ur. 1918)
  - Marco Mumenthaler, szwajcarski neurolog (ur. 1925)
- 2017 – Marta Becket, amerykańska aktorka, tancerka, malarka (ur. 1925)
- 2018:
  - Wiesław Maria Grudzewski, polski ekonomista (ur. 1933)
  - Tomasz Mackiewicz, polski himalaista (ur. 1975)
  - Bernard Pruski, polski kolarz szosowy i przełajowy, trener (ur. 1929)
  - Mark Salling, amerykański muzyk, aktor (ur. 1982)
  - Rolf Schafstall, niemiecki piłkarz, trener (ur. 1937)
  - Clyde Scott, amerykański lekkoatleta, płotkarz, futbolista (ur. 1924)
  - Azeglio Vicini, włoski piłkarz, trener (ur. 1933)
  - Louis Zorich, amerykański aktor (ur. 1924)
- 2019:
  - Stewart Adams, brytyjski chemik, farmakolog (ur. 1923)
  - Michał Bidas, polski trener koszykarski, wykładowca akademicki (ur. 1939)
  - Zofia Janukowicz-Pobłocka, polska śpiewaczka operowa (sopran) (ur. 1928)
  - Jadwiga Marko-Książek, polska siatkarka (ur. 1939)
- 2020:
  - John Andretti, amerykański kierowca wyścigowy (ur. 1963)
  - Witalij Bojko, ukraiński prawnik, sędzia, dyplomata, minister sprawiedliwości, przewodniczący Sądu Najwyższego (ur. 1937)
  - Jörn Donner, fiński aktor, reżyser, scenarzysta, producent i krytyk filmowy (ur. 1933)
- 2021:
  - József Csatári, węgierski zapaśnik (ur. 1943)
  - Rafael Gallardo García, meksykański duchowny katolicki, biskup Linares i Tampico (ur. 1927)
  - Alfreda Markowska, polska działaczka społeczna ratująca dzieci w czasie okupacji niemieckiej (ur. 1926)
  - Sophie, brytyjska producentka muzyczna, piosenkarka, didżejka (ur. 1986)
- 2022:
  - Leonid Kurawlow, rosyjski aktor (ur. 1936)
  - Wiktor Mierieżko, rosyjski reżyser i scenarzysta filmowy (ur. 1937)
  - Robert Wall, amerykański aktor (ur. 1939)
- 2023:
  - Wiktor Agiejew, rosyjski piłkarz wodny (ur. 1936)
  - Ryszard Gryglewski, polski farmakolog (ur. 1932)
  - Bobby Hull, kanadyjski hokeista (ur. 1939)
  - Gerald Mortag, niemiecki kolarz szosowy i torowy (ur. 1958)
  - Félix Sienra, urugwajski żeglarz sportowy (ur. 1916)
- 2024:
  - Jean Carnahan, amerykańska polityk, senator (ur. 1933)
  - Zenon Chojnicki, polski szachista (ur. 1955)
  - Antonina Grzegorzewska, polska działaczka samorządowa, prezydent Zielonej Góry (ur. 1941)
  - Ryszard Orłowski, polski historyk, profesor nauk humanistycznych (ur. 1927)
  - Chita Rivera, amerykańska aktorka (ur. 1933)
  - Jan de Rooy, holenderski przedsiębiorca, kierowca rajdowy (ur. 1943)
- 2025:
  - Richard Button, amerykański łyżwiarz figurowy (ur. 1929)
  - Marianne Faithfull, brytyjska piosenkarka, autorka tekstów, aktorka (ur. 1946)